# Kajak

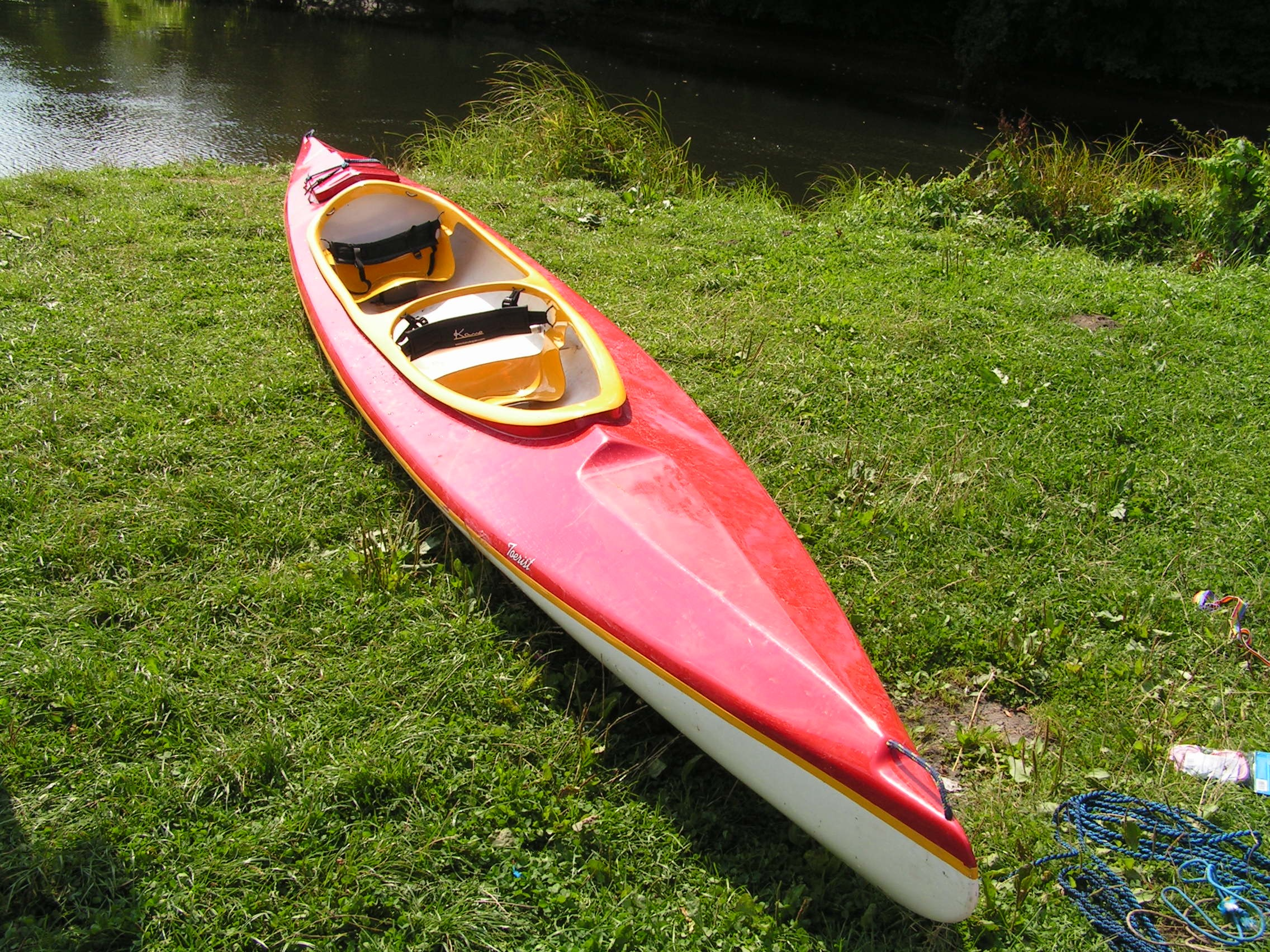
Typowy kajak do spływów turystycznych po polskich rzekach

Wiosło skrętne kajakowe

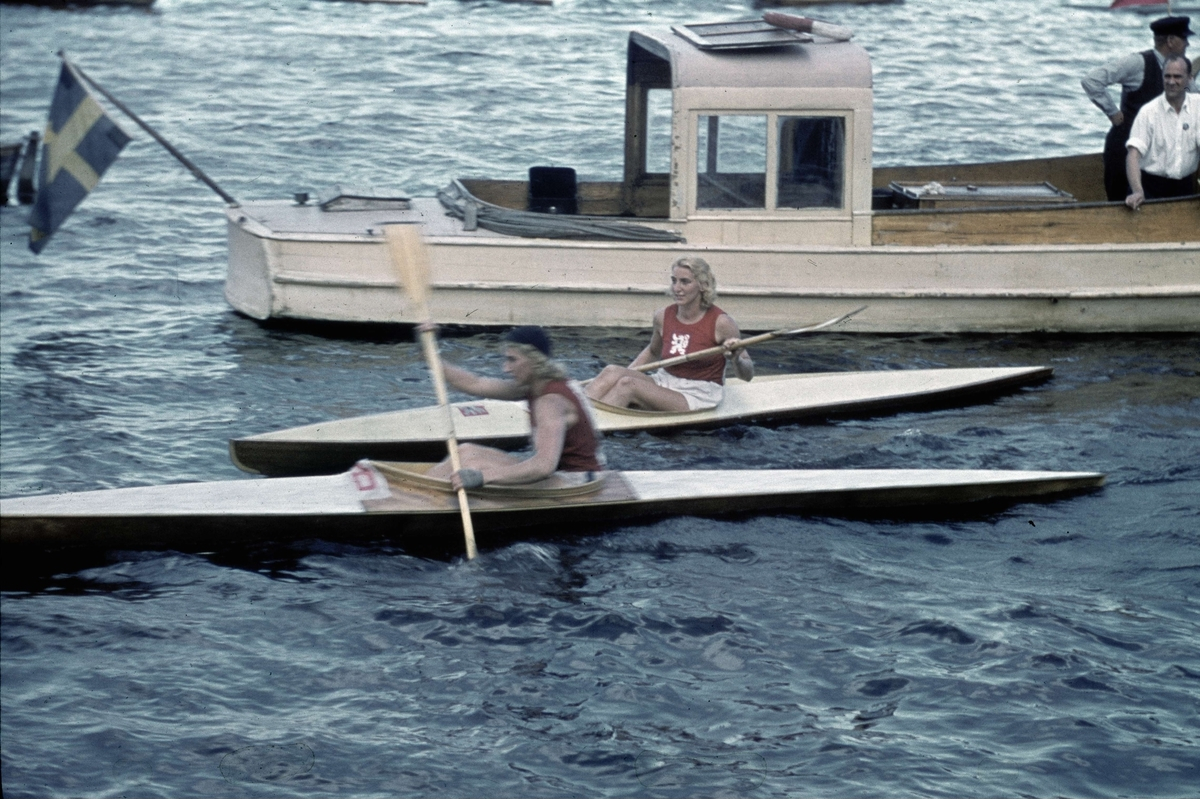
Mistrzostwa świata w kajakarstwie w Szwecji w 1938

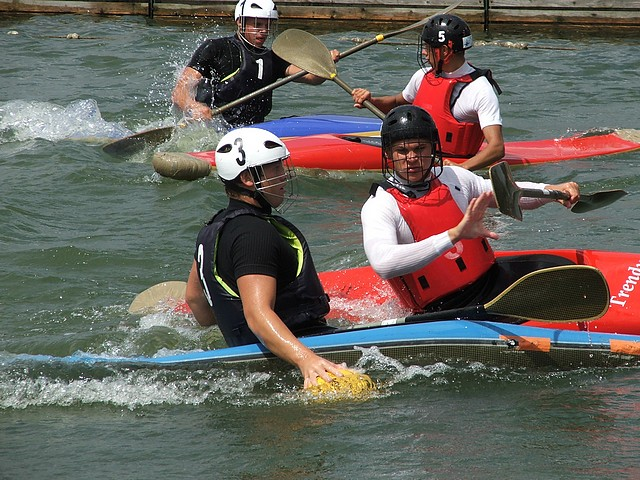
Kajak polo

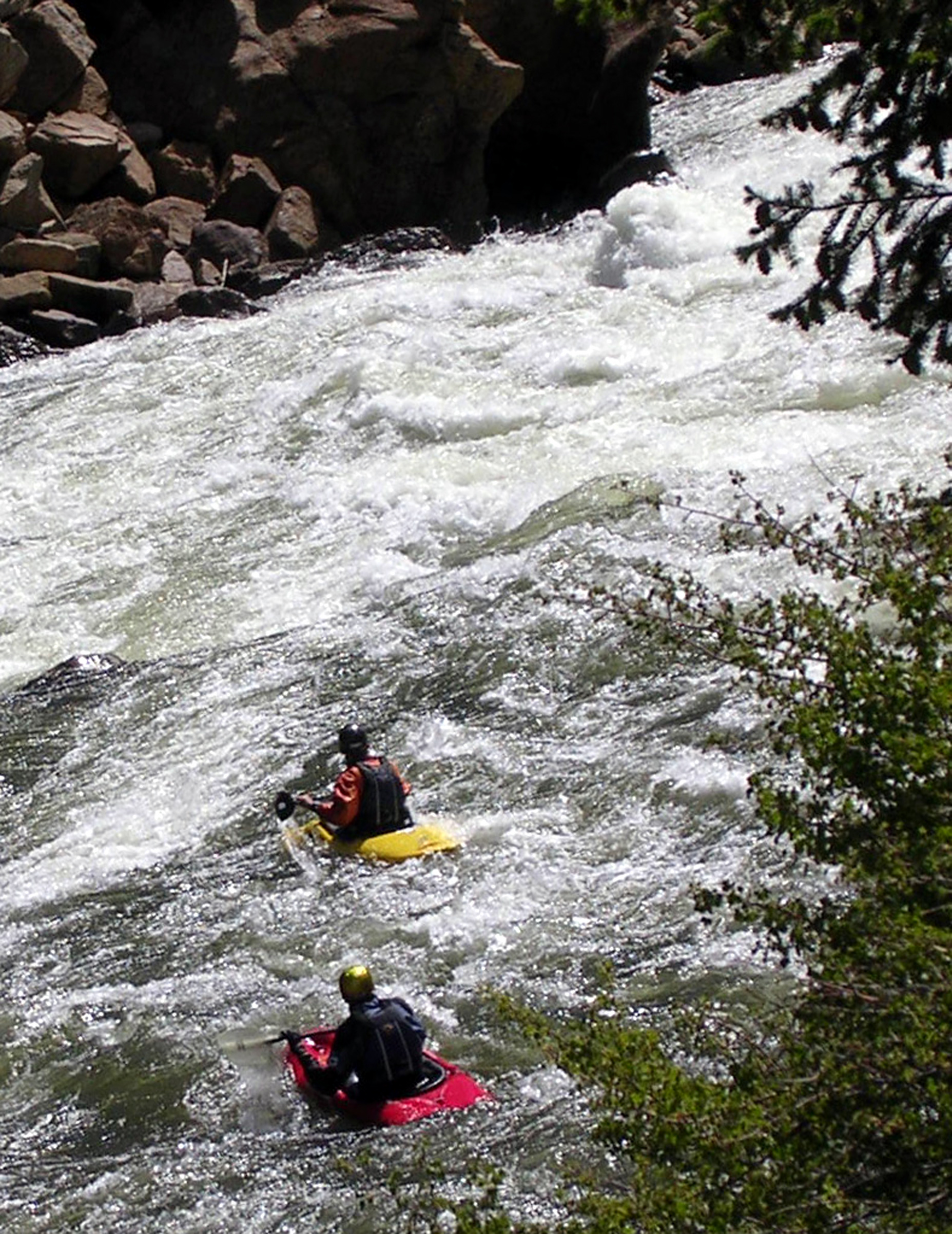
Kajakarstwo górskie

Kajak – niewielka łódź turystyczna lub sportowa.
Używa się do niej wiosła o dwóch piórach, nieopartym o żadne urządzenia przymocowane do pokładu (w odróżnieniu od łodzi wiosłowej). Załoga siedzi twarzą do kierunku płynięcia.
Pochodzi od inuickiej (eskimoskiej) łodzi nazywanej „qajaq” (wym. IPA: qɑ.'jɑq, przybliżona polska wymowa: [ka’jak]). Obecnie spotykana jest ogromna liczba bardzo różnych, jeśli chodzi o kształt kadłuba i technologię wykonania, kajaków. Najkrótsze (kajaki do rodeo – akrobacji kajakowej) mają 1,7 m długości, a najdłuższe (regatowe kajaki czteroosobowe) – 11 m. Przeciętna długość kajaka turystycznego to 3,5–5 m, a szerokość – 60–80 cm.

## Rodzaje kajaków
Kajaki można klasyfikować ze względu na przeznaczenie i technologię wykonania.
Klasyfikacja ze względu na przeznaczenie wygląda następująco:
- kajaki rekreacyjne
- kajaki turystyczne
  - nizinne
  - morskie
  - górskie
- kajaki sportowe
  - regatowe
  - górskie slalomowe
  - górskie zjazdowe
  - do freestyle’u (rodeo kajakowego)
  - do kajak-polo
  - kajki surfski (kajaki z otwartym kokpitem przeznaczone do wyścigów oceanicznych i morskich)[1][2].

Ze względu na technologię wykonania wyróżniamy kajaki:
- z kompozytów (laminatów) (popularnie, choć często nieprawidłowo określane, jako plastikowe), najczęściej spotykany jest laminat poliestrowo-szklany; lepsze (lżejsze i bardziej wytrzymałe) są kajaki z laminatów na bazie włókna węglowego, kevlaru i żywic epoksydowych. W tej technologii wytwarza się większość łodzi sportowych;
- z polietylenu – bardziej wytrzymałe od laminatowych, ale cięższe.
- kajaki składane – wzorowane na konstrukcjach Inuitów i Aleutów, którzy budowali swoje łódki w oparciu o drewniany szkielet powleczony skórami zwierząt.
- kajaki „drewniane”, budowane ze sklejki lub sklejanych listewek i laminatu szklano-epoksydowego.
- kajaki z tworzyw termoplastycznych (ABS, Royalex, Pirilite i inne), które produkuje się przez wytłaczanie kadłubów lub połówek kadłubów z płatów odpowiedniego tworzywa. Tą technologią produkuje się najwięcej kanadyjek turystycznych, ale ostatnio także kajaków turystycznych.